# Gudrun Behm-Steidel
Gudrun Behm-Steidel (* 29. September 1958 in Hannover) ist eine ehemalige Professorin für Informationsmanagement an der Hochschule Hannover.

## Leben
Nach der Ausbildung zur Buchhändlerin (1977–1979) studierte sie an der Fachhochschule Hannover (1979–1983) Bibliothekswesen. Als Diplom-Bibliothekarin arbeitete Gudrun Behm-Steidel von 1983 bis 1992 an den Universitätsbibliotheken in Paderborn und in Hildesheim.
Seit 1992 war sie Lehrkraft am Fachbereich Information und Kommunikation (IK) der FH Hannover. 1995 konzipierte und betreute sie den Studienschwerpunkt Spezialbibliotheken/Interne Informationseinrichtungen.
Nach der Promotion an der Humboldt-Universität zu Berlin (2001), wurde sie 2002 Professorin am Fachbereich IK der heutigen Hochschule Hannover mit den Lehrgebieten Bibliotheks-, Informations- und Wissensmanagement. Von 2003 bis 2009 war sie Studiendekanin. 2005 baute sie das berufsbegleitende Weiterbildungsprogramm Informations- und Wissensmanagement mit auf und leitete es bis zu ihrer Emeritierung im März 2019.
Nach der Weiterbildung zum Coach for professional development/Business Coach an der Dr. Petra Bock Coaching Akademie arbeitet Gudrun Behm-Steidel seit 2012 nebenberuflich als Coach.
Seit März 2019 lebt Gudrun Behm-Steidel auf Lanzarote und in Deutschland. Als Coach wendet sie sich an die Generation 50/60plus und berät bei Berufsausstieg, Übergang in den Ruhestand und die Gestaltung der nachberuflichen Lebensphase.

## Publikationen
- Kompetenzen für Spezialbibliothekare: eine Untersuchung zu Anforderungen und Qualifizierung von Beschäftigten in internen Informationsabteilungen. Logos-Verlag, Berlin 2001. – XIV, 449 S. (Berliner Arbeiten zur Bibliothekswissenschaft ; 6) Zugl.: Berlin, Humboldt-Univ., Diss., 2001, ISBN 3-89722-730-4, URN:
- Liste der Publikationen